# Autovía A-30
Die Autovía A-30 oder Autovía de Murcia ist eine Autobahn in Spanien. Die Autobahn beginnt in Albacete und endet in Cartagena.

## Geschichte
Die Autobahn A-30 ist Teil einer Achse, die der Route der alten N-301 von Ocana nach Cartagena folgt. Die A-30 ist dabei der Abschnitt zwischen Albacete und Cartagena, die restlichen Teile der Nationalstraße wurden zur Autobahn A-31 oder blieben die N-301, wobei letztere nach La Roda Ocaña eine mautpflichtige Autobahn (AP-36) parallel zur Nationalstraße hat. Die N-301 war die Achse zwischen Madrid, Albacete, Murcia und Cartagena.
Der Bau der A-30 begann mit dem Abschnitt zwischen Albacete und Murcia in den späten neunziger Jahren, eingeweiht in mehreren Abschnitten bis zum 21. Juli 2001, als das letzte Teilstück eröffnet wurde.
Der Abschnitt zwischen Murcia und Cartagena, 1990 eröffnet, ist meist ein Teil der alten N-301.

## Streckenverlauf

### Abschnitte
| Position | Kurzbezeichnung des Abschnitts | Abschnitt                                     | km   | Eröffnung |
| -------- | ------------------------------ | --------------------------------------------- | ---- | --------- |
| 1        | A-30                           | Albacete-Einfahrt El Puerto                   | 37,7 | 2001      |
| 2        | A-30                           | Einfahrt El Puerto – Einfahrt Nava de Campaña | 25,7 | 2000      |
| 3        | A-30                           | Einfahrt Nava de Campaña-Venta del Olivo      | 24,4 | 2001      |
| 4        | A-30                           | Venta del Olivo-Einfahrt Archena              | 31,2 | 1999      |
| 5        | A-30                           | Einfahrt Archena- Murcia                      | 13,9 | 1990      |
| 6        | A-30                           | West Umfahrung Murcia                         | 11,3 | 1976      |
| 7        | A-30                           | Murcia-Cartagena                              | 50,7 | 1993      |

### Streckenführung
| Position | km   | Richtung (Cartagena)                                             | Richtung (Alicante)                                                         | Anschluss an                                                                | Bemerkungen                     | Radarkontrollen              |  |
| 1        |      | Einlass mit der Autovía de Alicante Beginn der Autovía de Murcia | Einlass mit der Autovía de Alicante Ende der Autovía de Murcia              |                                                                             |                                 |                              |  |
| 2        |      | Murcia 140 Cartagena 191                                         | La Roda 49 Madrid 260                                                       | A-30 A-31                                                                   |                                 |                              |  |
| 3        | 1    | Albacete (Stadt) Parador Nacional Flughafen Albacete             | Valencia – Alicante-Albacete (Stadt) Flughafen Albacete                     | A-31 E-903 N-430                                                            |                                 |                              |  |
| 4        | 4    | Pozohondo Albacete (süd)                                         | Pozohondo Albacete (süd) Parador Nacional                                   | N-301a CVA-3                                                                |                                 |                              |  |
| 5        | 12   | Vía de servicio                                                  | Vía de servicio                                                             | N-301                                                                       |                                 |                              |  |
| 6        | 16   | Chinchilla de Monte-Aragón                                       | Chinchilla de Monte-Aragón                                                  | N-301                                                                       |                                 |                              |  |
| 7        | 22   | Pozo Cañada                                                      | Pozo Cañada                                                                 | N-301                                                                       |                                 |                              |  |
| 8        | 23   | Pozohondo Pozo Cañada                                            | Pozohondo Pozo Cañada                                                       | CM-3210                                                                     |                                 |                              |  |
| 9        | 25   |                                                                  | Pozo Cañada                                                                 | N-301                                                                       |                                 |                              |  |
| 10       | 29   | Mercadillos Campillo del Negro                                   | Mercadillos Campillo del Negro                                              | N-301                                                                       |                                 |                              |  |
| 11       | 33   | Venta Nueva                                                      | Venta Nueva                                                                 | N-301                                                                       |                                 |                              |  |
| 12       |      | Bahnstrecke Chinchilla-Cartagena                                 | Bahnstrecke Chinchilla-Cartagena                                            |                                                                             |                                 |                              |  |
| 13 M     |      | 33                                                               | Venta Nueva                                                                 | N-301                                                                       |                                 |                              |  |
| 14       | 37   | El Puerto Casas de las Monjas                                    | El Puerto Casas de las Monjas                                               | N-301                                                                       |                                 |                              |  |
| 15       | 44   | Pinilla                                                          | Pinilla                                                                     | N-301 CM-3214                                                               |                                 |                              |  |
| 16       | 48   | Tobarra (nord) Ontur                                             | Tobarra (nord) Ontur                                                        | N-301 CM-3215                                                               |                                 |                              |  |
| 17       |      | Radarkontrolle                                                   |                                                                             |                                                                             |                                 | Radar bei km 49,2            |  |
| 18       |      | Bahnstrecke Chinchilla-Cartagena                                 | Bahnstrecke Chinchilla-Cartagena                                            |                                                                             |                                 |                              |  |
| 19       | 52   | Tobarra (süd)                                                    | Tobarra (süd)                                                               | N-301                                                                       |                                 |                              |  |
| 20       | 56   | Hellín (nord) Almansa                                            | Hellín (nord) Almansa                                                       | N-301 CM-3210                                                               |                                 |                              |  |
| 21       | 63   | Hellín (süd)                                                     | Hellín (süd)                                                                | N-301 CM-412                                                                |                                 |                              |  |
| 22       |      | Rambla de Minateda                                               | Rambla de Minateda                                                          |                                                                             |                                 |                              |  |
| 23       |      | Bahnstrecke Chinchilla-Cartagena                                 | Bahnstrecke Chinchilla-Cartagena                                            |                                                                             |                                 |                              |  |
| 24       | 69   | Minateda Jumilla                                                 | Minateda Jumilla                                                            | N-301 CM-3212                                                               |                                 |                              |  |
| 25       | 75   | Cancarix Jumilla Agramón                                         | Cancarix Jumilla Agramón                                                    | N-301 CM-3250 CM-9320                                                       |                                 |                              |  |
| 26       | 82   | N-301                                                            | N-301                                                                       | N-301                                                                       |                                 |                              |  |
| 27       |      |                                                                  |                                                                             |                                                                             |                                 |                              |  |
| 28       |      |                                                                  |                                                                             |                                                                             |                                 |                              |  |
| 29       | 89   | Jumilla Calasparra                                               |                                                                             | RM-714                                                                      |                                 |                              |  |
| 30       | 91   |                                                                  | Jumilla Calasparra Benablón                                                 | RM-714                                                                      |                                 |                              |  |
| 31       | 97   | Ascoy Mula                                                       | Ascoy Mula                                                                  | RM-532                                                                      |                                 |                              |  |
| 32       | 99   | Cieza                                                            | N-301                                                                       |                                                                             |                                 |                              |  |
| 33       | 100  |                                                                  | Cieza                                                                       | N-301                                                                       |                                 |                              |  |
| 34       |      | Bahnstrecke Chinchilla-Cartagena                                 | Bahnstrecke Chinchilla-Cartagena                                            |                                                                             |                                 |                              |  |
| 35       | 104  | Cieza                                                            |                                                                             | N-301                                                                       |                                 |                              |  |
| 36       | 105  |                                                                  | Cieza                                                                       | N-301                                                                       |                                 |                              |  |
| 37       | 107  | Abarán                                                           | Abarán                                                                      | RM-402 RM-513                                                               |                                 |                              |  |
| 38       | 110  | Valencia Blanca                                                  | A-33 RM-533 N-344                                                           |                                                                             |                                 |                              |  |
| 39       | 111  |                                                                  | Blanca                                                                      | RM-533                                                                      |                                 |                              |  |
| 40       | 112b | Valencia Jumilla                                                 | A-33                                                                        |                                                                             |                                 |                              |  |
| 41       |      | 112a                                                             |                                                                             | Jumilla Yecla Valencia                                                      | N-344                           |                              |  |
| 42       |      |                                                                  |                                                                             | Radarkontrolle                                                              |                                 | Radar bei km 112,9           |  |
| 43       |      | 115                                                              | Ulea                                                                        |                                                                             | RM-523                          |                              |  |
| 44       |      | 121                                                              | Archena Fortuna                                                             | RM-554 RM-411                                                               |                                 |                              |  |
| 45       |      | 121b                                                             |                                                                             | Fortuna                                                                     | RM-411                          |                              |  |
| 46       |      | 121a                                                             |                                                                             | Archena                                                                     | RM-554                          |                              |  |
| 47       |      | 123                                                              | Molina de Segura (west) Lorquí Ceutí Base 2000                              |                                                                             | N-301                           |                              |  |
| 48       |      |                                                                  | Radarkontrolle                                                              |                                                                             |                                 | Radarkontrolle bei km. 122,9 |  |
| 49       |      | 124                                                              |                                                                             | Lorquí Ceutí Base 2000                                                      | N-301                           |                              |  |
| 50       |      |                                                                  | Bahnstrecke Chinchilla-Cartagena                                            | Bahnstrecke Chinchilla-Cartagena                                            |                                 |                              |  |
| 51       |      | 126                                                              | Industriegebiet                                                             | Industriegebiet                                                             |                                 |                              |  |
| 52       |      | 128                                                              | Molina de Segura (Stadt) Fortuna                                            | Molina de Segura (Stadt) Fortuna                                            | RM-A5                           |                              |  |
| 53       |      | 130                                                              |                                                                             | urbanizaciones Molina de Segura                                             |                                 |                              |  |
| 54       |      |                                                                  | Staugefahr zwischen km 134 und km 144                                       |                                                                             |                                 |                              |  |
| 55       |      | 134a                                                             | Almería-Granada Murcia (Umfahrung ost) Cartagena                            |                                                                             | A-7 E-15 A-30                   |                              |  |
| 56       |      | 134b                                                             | Elche-Alicante                                                              |                                                                             | Autovía A-7A-7E-15              |                              |  |
| 57       |      | 135b                                                             |                                                                             | Elche-Alicante Estadio Nueva Condomina                                      | Autovía A-7A-7E-15              |                              |  |
| 58       |      | 135a                                                             |                                                                             | Almería – Granada Cartagena                                                 | A-7 E-15 A-30                   |                              |  |
| 59       |      | 135b                                                             |                                                                             | Murcia Av. D. Juan de Borbón Ronda de Levante                               |                                 |                              |  |
| 60       |      | 135a                                                             |                                                                             | Molina de Segura Albacete                                                   | A-30                            |                              |  |
| 61       |      | 135c                                                             |                                                                             | Molina de Segura Universität Murcia (nord)                                  | N-301                           |                              |  |
| 62       |      | 135                                                              |                                                                             | Molina de Segura Universität Murcia                                         | N-301                           |                              |  |
| 63       |      |                                                                  |                                                                             | Radarkontrolle                                                              |                                 | Radarkontrolle bei km.136    |  |
| 64       |      |                                                                  | 136                                                                         | Universität Murcia                                                          |                                 |                              |  |
| 65       |      |                                                                  | x                                                                           | x                                                                           |                                 |                              |  |
| 66       |      | 138                                                              | Alcantarilla Almería Granada                                                | Alcantarilla Almería Granada                                                | Autovía A-7A-7E-15              |                              |  |
| 67       |      |                                                                  | x                                                                           | x                                                                           | AP-7 E-15 MU-30                 | Gabelung bei km.138          |  |
| 68       |      | 139                                                              | Murcia (nord) Av. Juan Carlos I La Albatalía Espinardo                      |                                                                             |                                 |                              |  |
| 69       |      | 140b                                                             |                                                                             | Murcia (nord) Av. Juan Carlos I                                             |                                 |                              |  |
| 70       |      | 140a                                                             |                                                                             | La Ñora Guadalupe de Maciascoque La Albatalía                               |                                 |                              |  |
| 71       |      | 140                                                              | Murcia Ronda Norte                                                          |                                                                             | N-340                           |                              |  |
| 72       |      | 141                                                              |                                                                             | Murcia Ronda Norte                                                          | N-340                           |                              |  |
| 73       |      | 142                                                              |                                                                             | Murcia                                                                      |                                 |                              |  |
| 74       |      |                                                                  | Río Segura                                                                  | Río Segura                                                                  |                                 |                              |  |
| 75       |      | 142                                                              | El Carmen Murcia Alcantarilla                                               | N-340                                                                       |                                 |                              |  |
| 76       |      | 143                                                              |                                                                             | El Carmen Alcantarilla                                                      | N-340                           |                              |  |
| 77       |      |                                                                  | Bahnstrecke Chinchilla-Cartagena                                            | Bahnstrecke Chinchilla-Cartagena                                            |                                 |                              |  |
| 78       |      | 143a                                                             | Aljucer C/ Santa Catalina                                                   |                                                                             | N-301a RM-F4                    |                              |  |
| 79       |      | 143b                                                             | Santo Ángel Ronda Sur San Benito                                            |                                                                             | N-301a RM-F4                    |                              |  |
| 80       |      | 144a                                                             |                                                                             | Aljucer C/ Santa Catalina Santo Ángel                                       | N-301a RM-F4                    |                              |  |
| 81       |      |                                                                  | 144b                                                                        | Ronda Sur San Benito                                                        |                                 |                              |  |
| 82       |      |                                                                  |                                                                             | Radarkontrolle von km 144 – km 134                                          |                                 |                              |  |
| 83       |      |                                                                  | Guadalentín                                                                 | Guadalentín                                                                 |                                 |                              |  |
| 84       |      |                                                                  | x                                                                           | x                                                                           | AP-7 E-15 MU-30                 | Gabelung bei km.146          |  |
| 85       |      | 146                                                              | El Palmar Alcantarilla Almería Mula Pol. Ind. Oeste                         |                                                                             | MU-30 Autovía A-7A-7E-15 RM-15  |                              |  |
| 86       |      |                                                                  | x                                                                           | x                                                                           |                                 |                              |  |
| 87       |      |                                                                  | x                                                                           | x                                                                           |                                 |                              |  |
| 88       |      | 148                                                              | El Palmar La Alberca Hospital Clínico Universitario Virgen de la Arrixaca   | El Palmar La Alberca Hospital Clínico Universitario Virgen de la Arrixaca   | TM-302 N-301a                   |                              |  |
| 89       |      |                                                                  |                                                                             | behördliche Zufahrt                                                         |                                 |                              |  |
| 90       |      | 150                                                              | La Paloma Nonduermas Mercamurcia                                            | El Palmar                                                                   | N-301a RM-611                   |                              |  |
| 91       |      | 151                                                              |                                                                             | Alcantarilla El Palmar Almería Mula Pol. Ind. Oeste                         | MU-31 MU-30 Autovía A-7A-7 E-15 |                              |  |
| 92       |      |                                                                  |                                                                             | Radarkontrolle                                                              |                                 |                              |  |
| 93       |      |                                                                  | Puerto de La Cadena (Höhe 358 Meter)                                        | Puerto de La Cadena (Höhe 358 Meter)                                        |                                 |                              |  |
| 94       |      | 155                                                              | Corvera                                                                     | Corvera                                                                     | RM-601                          |                              |  |
| 95       |      | 156                                                              |                                                                             | Baños y Mendigo Venta de la Virgen                                          | N-301                           |                              |  |
| 96       |      | 158                                                              | Balsicas San Javier Flughafen Murcia-San Javier Mar Menor                   | Balsicas San Javier Flughafen Murcia-San Javier Mar Menor                   | RM-19                           |                              |  |
| 97       |      | 161                                                              | Internationaler Flughafen der Region Murcia                                 | Internationaler Flughafen der Region Murcia                                 | RM-16                           |                              |  |
| 98       |      | 164                                                              | Corvera Los Martínez del Puerto Internationaler Flughafen der Region Murcia | Corvera Los Martínez del Puerto Internationaler Flughafen der Region Murcia | RM-E7 RM-F21 RM-17              |                              |  |
| 99       |      | 165                                                              | Valladolises                                                                |                                                                             |                                 |                              |  |
| 100      |      | 169                                                              | Roldán Balsapintada Fuente Álamo de Murcia                                  |                                                                             | RM-F12 RM-E12                   |                              |  |
| 101      |      | 170                                                              |                                                                             | Roldán Balsapintada Fuente Álamo de Murcia                                  | RM-F12 RM-E12                   |                              |  |
| 102      |      | 171                                                              | Alhama-Fuente Álamo El Albujón-Lobosillo Torre-Pacheco-Los Alcázares        | Alhama-Fuente Álamo El Albujón-Lobosillo Torre-Pacheco-Los Alcázares        | RM-2 N-301a RM-F14              |                              |  |
| 103      |      | 176                                                              | Pozo Estrecho El Algar                                                      |                                                                             | RM-311                          |                              |  |
| 104      |      | 177                                                              |                                                                             | Pozo Estrecho                                                               | RM-311                          |                              |  |
| 105      |      | 180                                                              | La Manga Santa Ana Los Dolores                                              | Santa Ana El Albujón                                                        | AP-7                            |                              |  |
| 106      |      | 181                                                              |                                                                             | Vera-Almería Alicante                                                       | AP-7 AP-7                       |                              |  |
| 107      |      |                                                                  | Bahnstrecke Chinchilla-Cartagena                                            | Bahnstrecke Chinchilla-Cartagena                                            |                                 |                              |  |
| 108      |      | 184                                                              | Los Barreros La Palma                                                       |                                                                             | RM-F36                          |                              |  |
| 109      |      | 185                                                              |                                                                             | Los Barreros La Palma                                                       | RM-F36                          |                              |  |
| 110      |      | 189                                                              | Escombreras La Unión-La Manga Flughafen Murcia-San Javier Alicante          |                                                                             | N-343 CT-32                     |                              |  |
| 111      |      | 190                                                              |                                                                             | Escombreras La Unión-La Manga Flughafen Murcia-San Javier Alicante          |                                 | N-343 CT-32                  |  |
| 112      |      |                                                                  |                                                                             | Radarkontrolle                                                              |                                 | Radarkontrolle bei km 192,5  |  |
| 113      |      | 191                                                              | Torreciega Industriegebiet                                                  |                                                                             |                                 |                              |  |
| 114      |      | 192                                                              | Cartagena (Stadt) CT-33 Puerto de Cartagena Politécnica de Cartagena        |                                                                             | N-343 CT-32                     |                              |  |
| 115      |      |                                                                  |                                                                             | Murcia 54 Albacete 198                                                      | A-30                            |                              |  |
| 116      |      |                                                                  | Ende der Autobahn                                                           | Beginn der Autobahn                                                         |                                 |                              |  |

## Größere Städte an der Autobahn
- Albacete
- Murcia
- Cartagena